# Блейк, Эдриан
Эдриан Блейк (англ. Adrian Blake; родился 15 июля 2005) — английский футболист, вингер нидерландского клуба «Утрехт».

## Клубная карьера
С восьмилетнего возраста тренировался в футбольной академии клуба «Уотфорд». 23 августа 2022 года дебютировал в основном составе «Уотфорда» в матче Кубка Английской футбольной лиги против «Милтон-Кинс Донс». 8 мая 2023 года дебютировал в Чемпионшипе в матче против «Сток Сити».
Отказавшись подписывать профессиональный контракт с «Уотфордом», в июне 2023 года Блейк перешёл в нидерландский клуб «Утрехт», подписав четырёхлетний контракт. 14 января 2024 года дебютировал в основном составе Утрехта в матче Эредивизи против «Витесса».

## Карьера в сборной
Выступал за сборные Англии до 18 и до 19 лет.